# Circuit of Ireland Rally 1973
Circuit of Ireland Rally 1973 (34. Circuit of Ireland) – 34. edycja rajdu samochodowego Circuit of Ireland Rally rozgrywanego w Wielkiej Brytanii. Rozgrywany był od 19 do 22 kwietnia 1973 roku. Była to szósta runda Rajdowych Mistrzostw Europy w roku 1973 oraz trzecia runda Rajdowych mistrzostw Wielkiej Brytanii.

## Klasyfikacja rajdu
| Miejsce                                                    | Kierowca                                                   | Pilot                                                      | Samochód                                                   | Czas                                                       | Strata                                                     |                                                            |
| Klasyfikacja generalna, ERC i mistrzostw Wielkiej Brytanii | Klasyfikacja generalna, ERC i mistrzostw Wielkiej Brytanii | Klasyfikacja generalna, ERC i mistrzostw Wielkiej Brytanii | Klasyfikacja generalna, ERC i mistrzostw Wielkiej Brytanii | Klasyfikacja generalna, ERC i mistrzostw Wielkiej Brytanii | Klasyfikacja generalna, ERC i mistrzostw Wielkiej Brytanii | Klasyfikacja generalna, ERC i mistrzostw Wielkiej Brytanii |
| ---------------------------------------------------------- | ---------------------------------------------------------- | ---------------------------------------------------------- | ---------------------------------------------------------- | ---------------------------------------------------------- | ---------------------------------------------------------- | ---------------------------------------------------------- |
| 1.                                                         | Jack Tordoff                                               | Phil Short                                                 | Porsche 911 Carrera RS 2.7                                 |                                                            | 0.0                                                        |                                                            |
| 2.                                                         | Eamonn Cotter                                              | Paul Phelan                                                | BMW 2002 Ti                                                |                                                            |                                                            |                                                            |
| 3.                                                         | Ronnie McCartney                                           | Mike Ford-Hutchinson                                       | Porsche 911 Carrera RS 2.7                                 |                                                            |                                                            |                                                            |
| 4.                                                         | Dessie McCartney                                           | Drexel Gillespie                                           | Ford Escort RS 1600 MKI                                    |                                                            |                                                            |                                                            |
| 5.                                                         | Mervyn Johnston                                            | Ian McFarland                                              | BMC Mini Cooper S                                          |                                                            |                                                            |                                                            |
| 6.                                                         | David Lindsay                                              | Duffy Cunningham                                           | Ford Escort RS 1600 MKI                                    |                                                            |                                                            |                                                            |
| 7.                                                         | Noel Smith                                                 | Ricky Foote                                                | Ford Escort RS 1600 MKI                                    |                                                            |                                                            |                                                            |
| 8.                                                         | Robin Eyre-Maunsell                                        | Norman Henderson                                           | Sunbeam Imp                                                |                                                            |                                                            |                                                            |
| 9.                                                         | John Bridges                                               | Brendan Doyle                                              | Ford Escort Twin Cam                                       |                                                            |                                                            |                                                            |
| 10.                                                        |                                                            |                                                            |                                                            |                                                            |                                                            |                                                            |